# Odinist Fellowship
L'Odinist Fellowship è una delle prime associazioni odiniste, fondata da Else Christensen e da suo marito Alex Christensen in Canada nel 1969. C'è anche un gruppo britannico chiamato Odinist Fellowship, che è stato riconosciuto ente di beneficenza nel Regno Unito.

## Odinist Fellowship USA
Inizialmente chiamato Odinist Study Group, il gruppo di Christensen fu rinominato Odinist Fellowship nel 1971, circa quando morì Alex. Else la ricollocò in Florida, negli Stati Uniti d'America nei primi anni ottanta.
Per molti anni, l'Odinist Fellowship pubblicò un periodico chiamato The Odinist in Canada e a Crystal River. Nei suoi viaggi, Else intrattenne rapporti amichevoli con altri gruppi, come la grande Arizona Kindred (dove si incontrò anche con il club motociclistico "Norsemen of Midgard" interno alla Kindred) e con l'"Asatru Folk Assembly". Quando Else morì nel 2005, la sua Odinist Fellowship si dissolse e molti dei suoi membri si trasferirono all'interno dell'Odinic rite. L'unico gruppo ancora esistente della Odinist Fellowship americana si chiama Kindred Folk ed ha sede in Florida.

## Odinist Fellowship UK
La Odinist Fellowship inglese fu creata da Ralph Harrison ("Ingvar") nel 1988 e non è mai stata affiliata alla organizzazione americana fondata da Christensen. La Odinist Fellowship britannica è riconosciuta dalla legge inglese come ente di beneficenza religioso.
Un risultato consistente della OF britannica è stato quello di aver ottenuto il riconoscimento legale della religione odinista nel caso "Holden v Royal Mail PLC(2006)", nel quale è stata emanata una sentenza che riconosce come religione l'Odinismo per tutte le questioni sulla legislazione anti-discriminatoria.
Come dichiarato nel loro sito, l'Odinist Fellowship sta pianificando "una rete di templi odinisti in ogni contea britannica e in ogni grande città per tutto il paese".